# ベラルーシ料理
ベラルーシ料理は東欧料理の一つである。本稿ではベラルーシの食文化について解説する。
ベラルーシ料理の特色としては、上流階級を長くポーランド人やリトアニア人が占めていた（リトアニア大公国およびポーランド・リトアニア共和国）ために農民料理が土台となっていること、ジャガイモの多用、食材を粥状にして食べることを好むことが挙げられる。
同じスラヴ系国家であるロシアのロシア料理やウクライナのウクライナ料理などに比べると洗練の度合いは低いが、古スラヴの特色はよく保存されている。

## 食材

### 穀物
長くベラルーシの生活を支えていたのは、小麦や大麦ではなく燕麦である。多くは粥（カーシャ）として食べられていたが、パンを焼くときには主にライ麦を使う。
ベラルーシのパンは、一般に黒っぽい色で硬く酸味があるものであった。さらにもう一つの大きな特徴としては、イーストを使わなかったことである。小麦、大麦、蕎麦などの粉を混合して料理に使うこともあった。ソビエト連邦時代に小麦の利用が一般化し、イーストを使った甘くやわらかい「白いパン」が食卓に上るようになった。スラヴ民族の国家の多くで「パンと塩」はもてなしの意味を持つなど、パンは象徴的な食品でもある。
ロシアやポーランド、ウクライナで好まれるブリヌイやピロシキは、ソビエト時代になってロシアから持ち込まれた。

### 肉類
主に豚肉が好まれる。保存用に加工することが多く、塩漬け肉やソーセージやハムを作って貯蔵する。羊肉、鵞鳥肉もよく食卓に上る。腿肉などを丸ごと焼いたり、挽肉にして鍋に詰め込み蒸し上げる、胃袋をそのまま煮込むなど、調理法は簡素で力強い。
肉料理には普通ジャガイモを添える。

### 魚介類
内陸国であるため淡水魚が主な食材となる。鯉が金曜日の魚料理としてもっとも親しまれているほか、鱒やカマスなども食べられる。魚は通常丸ごと一尾を焼いたり蒸したりするが、ベラルーシ人は魚独特の臭みを嫌うことから、ニンニクを大量に使って臭み消しにする。
魚以外ではザリガニを食べることもあるが、料理というよりもスナックに近い感覚である。

### 野菜
ジャガイモの流入はロシアより早く、ベラルーシ人にとってジャガイモは生活の一部である。他の地方のものより水分量が少ない品種が栽培されており、ふかして食べるほかにもジャガイモ団子のシチューやジャガイモのパンケーキ（ドラニキ、Дранікі）にされるなど、主な食材としての地位を確立している。
他にはキャベツ、蕪、エンドウ、大豆、人参が使われる。古くはキャベツの塩漬けが主なビタミン源であった。ニンニクやタマネギ、キノコはほとんど調味料の扱いである。リンゴやベリー類がデザートとして好まれる。

## 調理
ロシア風の窯を使っての調理は、おおまかに言って焼く・煮る・蒸すの3種に分類される。
料理の形状では、肉や魚などを丸ごと焼くような塊の料理と、野菜や穀物を粥のようにする粥の料理の2種に大別される。ベラルーシでは、塊の料理にあてはまらないスープ類などで食材が形を残しているのを好まない傾向にある。ベラルーシのシチュー類はとろりとした濃く粗いピューレのようになっている。煮込めば形の崩れる野菜と違い、キノコは焼く料理にはあまり用いないほか、煮込みなどに使うときも粉末にしてしまうことが多い。